# Achille à Skýros (fresque)
Achille à Skýros est une fresque antique trouvée dans la maison des Dioscures à Pompéi et conservée au musée archéologique national de Naples.

## Thème
La peinture représente un épisode du mythe d'Achille : afin de déjouer la prédiction qui annonçait que son fils Achille mourrait à Troie, la nymphe Thétis l'envoie vivre à la cour de Lycomède, roi de Skýros, déguisé en femme (sous l'identité d'une des filles du roi ou en dame d'honneur). Achille y a une liaison avec Déidamie une des filles de Lycomède, et ils ont un ou deux fils, Néoptolème et Oneiros. Mais une autre prédiction indiquant que la guerre de Troie ne serait pas gagnée sans Achille, Ulysse et d'autres chefs achéens se rendent à Skýros : Ulysse démasque Achille en offrant des parures et des instruments de musique, ainsi que des armes, aux filles du roi, puis en faisant imiter à ses compagnons les bruits d'une attaque ennemie sur l'île, ce qui incite Achille à se révéler en saisissant une arme pour riposter.

## Histoire et description
La fresque a été réalisée entre 62 et 79, donc entre le tremblement de terre et l'éruption du Vésuve, lors des travaux de rénovation de la maison des Dioscures ; l'œuvre était placée, avant son détachement lors des explorations des Bourbons, au centre du mur sud d'un cubiculum, complétée par deux tableaux en miroir ayant le même thème, à savoir Couple en vol.
Au premier plan se trouve Achille, à la peau pâle, aux cheveux bouclés et portant une tunique féminine, des chaussures dorées et un poignard d'argent dans la main droite : son regard est perdu et surpris et il regarde Diomède, sur sa droite, de teint foncé, qui le tient par le bras droit et l'épaule gauche. Le bras droit d'Achille est également tenu par Ulysse, placé devant lui, qui le regarde d'un air surpris ; dans la main gauche d'Achille se trouve une lance tandis qu'à ses pieds est posé un bouclier, au centre duquel est représentée la scène du héros éduqué par le centaure Chiron. Dispersés sur le sol se trouvent un oenochoé, un casque avec un panache, une coupe dorée, une boîte à bijoux et un miroir. Derrière la scène principale, on reconnaît à droite Déidamie, la main derrière la tête, s'enfuyant de peur, et à gauche, Lycomède qui regarde, impuissant. Plus loin se trouvent un soldat avec un casque et un bouclier et le guerrier qui a donné l'alarme. Ce type de représentation est rare à Pompéi et ne se retrouve que dans un cubiculum de la maison d'Achille.